# BondS 〜絆〜
「BondS 〜絆〜」（ボンズ・きずな）は、2006年5月にリリースされたアンティック-珈琲店-の通算9枚目のシングルである。発売元はRed Cafe。

## 解説
- アルバム『マグニャカルタ』には「Magnya mix」が収録された。
- 1stシングル「キャンデーホリック」以来の、シングルタイトルとタイトル曲がまったくの同名シングルである。

## 収録曲
1. BondS 〜絆〜(5分3秒)
  - 作詞:みく／作曲:カノン
2. GO!!GO!!GO!!
  - 作詞:みく／作曲:輝喜